# Edgardo Moltoni
Edgardo Moltoni (Oneglia, 5 giugno 1896 – Milano, 12 gennaio 1980) è stato un ornitologo italiano.

## Biografia
Ornitologo italiano di fama internazionale, conservatore della collezione ornitologica del conte Ercole Turati (1829-1881) dal 1922 al 1951. Successivamente divenne direttore del museo di storia naturale di Milano, carica che conservò dal 1951 al 1964 .
Nel 1938, egli dedicò la specie Zavattariornis Stresemanni (Corvide di Zavattari) ai due ornitologi Edoardo Zavattari (1883-1972) e  Erwin Stresemann (1889-1972).
La Sterpazzolina di Moltoni Sylvia subalpina (sin. Sylvia moltonii) (uccello insettivoro, famiglia Sylviidae, endemico dell'area mediterranea centro occidentale con areale riproduttivo esteso anche all'Italia continentale centro-settentrionale e alla Francia meridionale), gli è stata dedicata da Orlando Carlo nel 1937 .
Uno dei suoi allievi fu Elio Augusto Di Carlo chiamato, dallo stesso Moltoni, nel 1971, a far parte della redazione della  Rivista Italiana di Ornitologia di Milano .

## Museo Civico di Storia Naturale di Milano
Edgardo Moltoni, come già detto, ricoprì la carica di direttore del Museo civico di storia naturale di Milano dal 1951 al 1964.
Nel 1980, la sua biblioteca personale venne donata al Museo; composta da più di un migliaio di volumi e da circa 5000 opuscoli di carattere ornitologico.